# Dodonaea megazyga
Dodonaea megazyga är en kinesträdsväxtart som beskrevs av Ferdinand von Mueller och George Bentham. Dodonaea megazyga ingår i släktet Dodonaea och familjen kinesträdsväxter. Inga underarter finns listade i Catalogue of Life.